# Абдуль-Басит Абдус-Самад
Абдуль-Ба́сит Муха́ммад Абдус-Са́мад (араб. عبد الباسط عبد الصمد‎; 1927, Армант, Королевство Египет — 30 ноября 1988, Каир, Арабская Республика Египет) — египетский чтец Корана (кари). Сегодня многие современные чтецы пытаются имитировать его стиль. Абдуль-Басит — единственный кари, который выиграл три мировых чемпионата по чтению Корана в начале 1970-х и был одним из первых хафизов Корана, которые начали делать свои коммерческие записи, а также первым президентом Союза Чтецов Египта. В частности, он хорошо известен своим чтением суры Аль-Фатиха — первой главы, с которой начинается Коран, и основной суры, читаемой ежедневно в пяти обязательных мусульманских молитвах.

## Ранние годы
Абдуль-Басит родился в 1927 году в деревне Армант в южном Египте. Его отец был курдом из Центрального Курдистана.
В 1950 году он переехал в Каир, где пленил мусульман во многих мечетях своим чтением Корана. Описывается случай, когда после чтения аятов из суры аль-Ахзаб в течение положенных ему 10 минут аудитория попросила его не прерываться, после чего он продолжал читать Коран в течение более чем полутора часов; его же слушатели были очарованы интонацией, музыкальным тоном и правилами таджвида (чтения Корана).

## Путешествия
Абдус-Самад много путешествовал по разным странам; в 1961 году он читал Коран в мечети Бадшахи, Лахор, Пакистан[значимость факта?]. В 1987 году, во время своего визита в США, Абдус-Самад рассказал об одной истории, произошедшей с ним во время визита в Советский Союз вместе с тогдашним президентом Египта Гамалем Абдель Насером.

## Смерть
Абдуль-Басит Абдус-Самад продолжал путешествовать, читая Коран. Под конец жизни болел сахарным диабетом и печёночной недостаточностью. Cкончался в среду 30 ноября 1988 года от острого гепатита, оставив после себя троих сыновей: Ясира, Хишама и Тарика; Ясир также стал кари. Поминальные молитвы по шейху прошли по всему Египту.